# 巴富街
巴富街（英語：Perth Street）是香港九龍西九龍城區何文田的一條街道，連接嘉齡道、陶域道、石鼓街及公主道。該處設有由康樂及文化事務署管理的巴富街運動場。在1949年，喇沙書院曾被英軍徵用作第三十三總醫院。當時的政府在巴富街蓋搭木屋以供該校上課。

## 鄰近建築
- 巴富街運動場
- 毅廬
- 巴富洋樓
- 巴富花園
- 嘉芬大廈
- 五旬節中學
- 基督教九龍五旬節會巴富街堂
- 何文田官立中學
- 賽馬會善樂中心
- 九龍英童學校（已拆卸）
- 中華基督教會合一堂（九龍堂）

## 外部連結
- 大樹斷根塌下橫封巴富街，東網，2015年6月13日 （页面存档备份，存于）